# Винья-дель-Мар
Ви́нья-дель-Ма́р (исп. Viña del Mar) — город в Чили. Административный центр одноимённой коммуны. Население города — 286 931 человек (2002). Город и коммуна входят в состав провинции Вальпараисо и области Вальпараисо. Город входит в состав городской агломерации Большой Вальпараисо.
Территория — 121,6 км². Численность населения — 334 248 жителей (2017). Плотность населения — 2748,8 чел./км².

## История

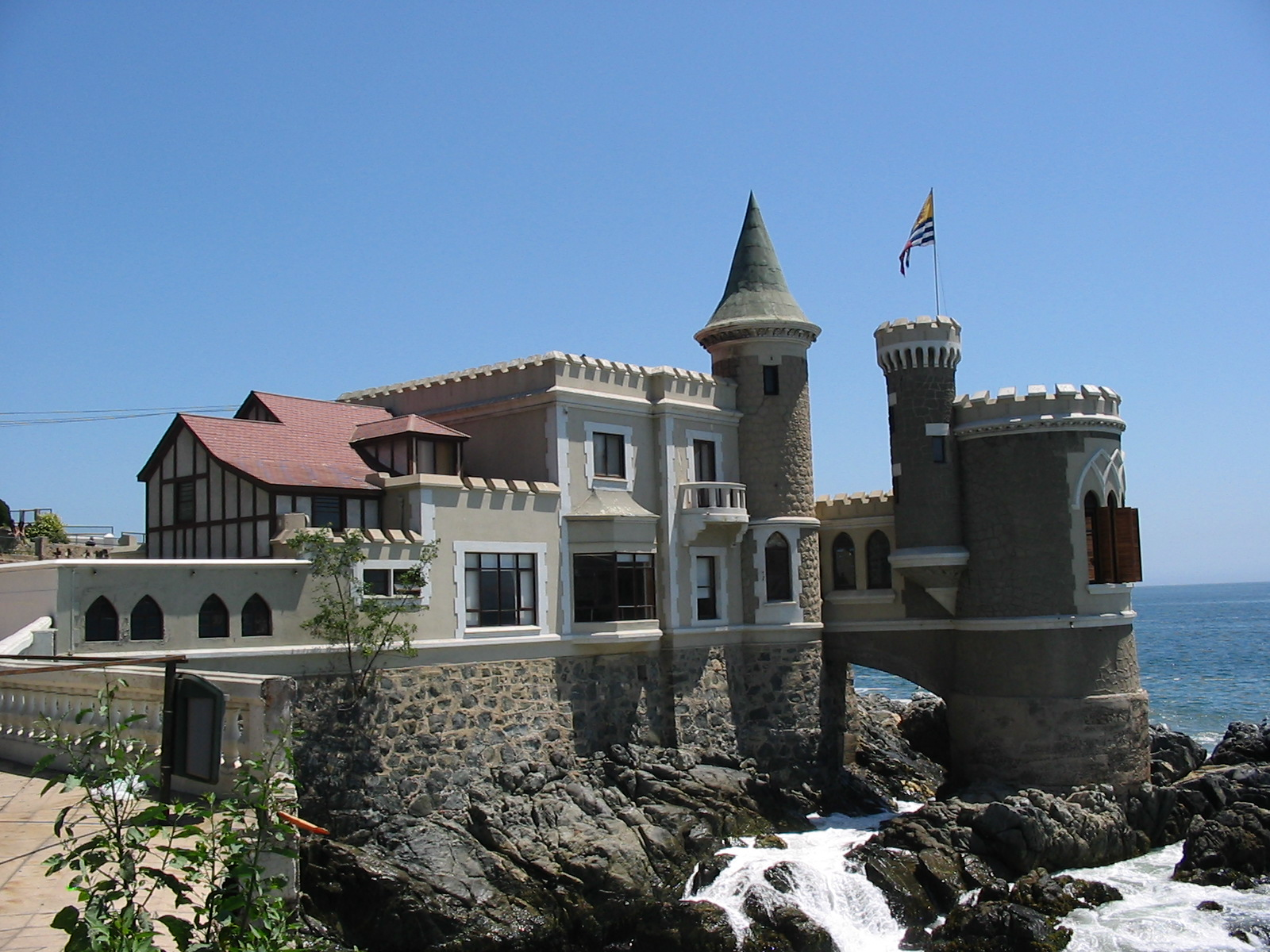
Замок Вульф.

Основан в конце XIX века. В начале XX века бурно развивался, чилийские банкиры и промышленники строили здесь свои дворцы и особняки. В 1951 году в городе основан Национальный ботанический сад.
Помимо ежегодного «Международного фестиваля песни Винья-дель-Мар», в городе проходит множество других культурно-развлекательных мероприятий: фестиваль латиноамериканского кино, фестиваль фейерверков и салютов.

## Расположение

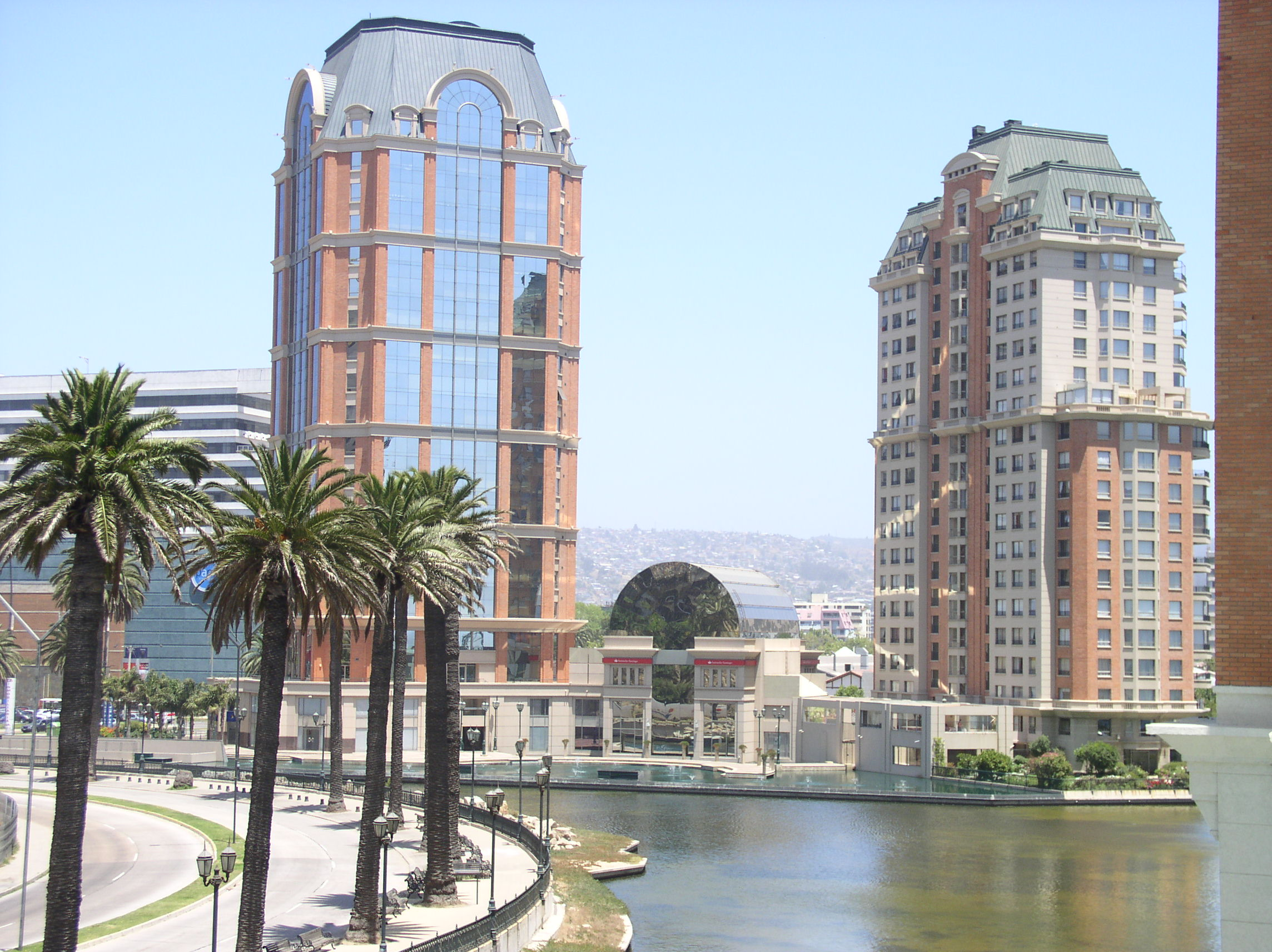
Вид зданий в секторе Корасерос в Винья-дель-Мар.

Город расположен в 8 км на восток от административного центра области города Вальпараисо и в 120 км к северо-западу от столицы страны Сантьяго.
Известен как популярный в Чили курорт.
Коммуна граничит:
- на севере — c коммуной Конкон
- на востоке — с коммуной Кильпуэ
- на юге — c коммуной Вальпараисо

На западе находится побережье Тихого океана.

## Демография
Согласно сведениям, собранным в ходе переписи 2017 г. Национальным институтом статистики (INE), население коммуны составляет:
| Полное население                          | Полное население                          | Полное население                          | Полное население                          | Полное население                          | 334 248 |
| ----------------------------------------- | ----------------------------------------- | ----------------------------------------- | ----------------------------------------- | ----------------------------------------- | ------- |
| в том числе:                              | Городское население                       | 334 248                                   | Процент городского населения, %           | 100,00                                    |         |
|                                           | Сельское население                        | 0                                         | Процент сельского населения, %            | 0,00                                      |         |
|                                           | Мужское население                         | 158 669                                   | Процент мужского населения, %             | 47,47                                     |         |
|                                           | Женское население                         | 175 579                                   | Процент женского населения, %             | 52,53                                     |         |
| Плотность населения, чел/км²              | Плотность населения, чел/км²              | Плотность населения, чел/км²              | Плотность населения, чел/км²              | Плотность населения, чел/км²              | 2748,8  |
| Население коммуны в % к населению области | Население коммуны в % к населению области | Население коммуны в % к населению области | Население коммуны в % к населению области | Население коммуны в % к населению области | 18,41   |

| Динамика изменения населения коммуны | Динамика изменения населения коммуны | Динамика изменения населения коммуны | Динамика изменения населения коммуны |
| ------------------------------------ | ------------------------------------ | ------------------------------------ | ------------------------------------ |
| 1992                                 | 2002                                 | 2012                                 | 2017                                 |
| 285 454                              | 286 931▲                             | 331 399▲                             | 334 248▲                             |

## Важнейшие населенные пункты[6]
| № | Населённый пункт | Населённый пункт (исп.) | Категория | Население чел. (2002) | На карте                        |
| - | ---------------- | ----------------------- | --------- | --------------------- | ------------------------------- |
| 1 | Винья-дель-Мар   | Viña del Mar            | город     | 286931                | 33°01′28″ ю. ш. 71°33′07″ з. д. |

## Города-побратимы
- 1996 :  Измир, Турция[7][нет в источнике]